# ノア (LED照明卸)
株式会社ノアはLED照明機器商品・部品の販売・据付・メンテナンス等を行う商社。

## 沿革
- 2001年  2月 - 東京都渋谷区に設立
- 2005年  9月 - 名古屋証券取引所セントレックスに株式上場
- 2007年  8月 - 神奈川県横浜市に本社移転
- 2010年  4月 - 東京都港区に本社移転
- 2010年  9月 - LED照明販売事業を開始
- 2012年  1月 - 中央区日本橋堀留町に本社移転
- 2014年11月 - 上場廃止[1]
- 2015年  4月 - 西日本営業所開設

## その他
- 日本の株式市場では、2007年以降取引単位（単元株）を100株へと統一する動きが進められているが、2014年5月時点で取引単位が1株のままとなっている、唯一の上場企業であった[2]。